# Harold Ernest Robinson
Pour les articles homonymes, voir Robinson.
Harold Ernest Robinson est un botaniste et un entomologiste américain, né le 22 mai 1932 à Syracuse, New York et mort le 17 décembre 2020.

## Biographie
Les connaissances en taxinomie du Dr Robinson embrassent de nombreux groupes de plantes et de certains groupes d'insectes. Mais sa vraie spécialisation est la famille des Asteraceae ainsi que les bryophytes. Il a nommé ou décrit plus de 2 800 nouvelles espèces et sous-tribus, ce qui représente plus d'un dixième du nombre d'espèces des Asteraceae. Ce chiffre représente aussi un quart des plantes à fleurs décrites par Carl von Linné.
Il rédige plus de 650 publications, principalement sur les Asteraceae, les mousses et les Hépatiques, ainsi que 200 nouvelles espèces et 6 nouveaux genres de la famille des Dolichopodidae appartenant aux Diptères.
Il obtient son bachelor of Sciences à l'université de l'Ohio en 1955, son master of Sciences à l'université du Tennessee en 1957, un doctorat à l'université Duke en 1960.
Après un bref passage au poste de professeur assistant de 1960 à 1962 au Wofford College (à Spartanburg, en Caroline du Sud), il devient conservateur associé des plantes inférieures au Smithsonian Institute de Washington (1960-1962). Il devient en 1964 conservateur associé, puis à partir de 1971, conservateur de botanique.
Avec ses collaborateurs, il entreprend des recherches sur la taxinomie de plusieurs bryophytes, des algues vertes, des plantes grimpantes de la famille des Hippocrateaceae (devenu aujourd'hui un synonyme de la famille des Celastraceae).
Il étudie la phylogénie du genre Houstonia, de la famille des Rubiaceae.
En 1974, il nomme la nouvelle sous-tribu des Luziolinae de la famille herbacée des Poaceae, mais celle-ci n'est pas confirmée par une étude récente génétique (Duvall et al., 1993).
Il nomme le petit genre des Synanthes (P. Burns-Balogh, H. Rob. et Mercedes S. Foster), une orchidée épiphyte du Paraguay.
Il nomme aussi 32 nouvelles espèces de la famille des Bromeliaceae, principalement dans les genres Navia. Lindmania, Connellia et Cottendorfia, comme Navia albiflora L.B.Smith, Steyermark & Robinson  et Navia aliciae L.B.Smith, Steyermark & Robinson. En 1999, il fusionne le genre Pepinia dans celui des Pitcairnia (Harvard Papers in Botany, 4 (1) : 195–202). Il réalise plusieurs illustrations botaniques pour le Catalog of Botanical Illustrations, édité par la Smithsonian Institution, comme Brewcaria duidensis (Bromeliaceae).
Mais son œuvre principale reste celle sur les Asteraceae. Il travaille notamment sur la réorganisation des tribus des Senecioneae, Heliantheae, Liabeae et Vernonieae.
La tribu des Eupatoriae est principalement connue pour de nombreux produits chimiques métabolisés comme des alcaloïdes, des (poly)acétylènes et des terpénoïdes (voir Ichthyothéréol). Avec R.M. King et Ferdinand Bohlmann, Robinson donne une étude détaillée de ces produits. Ses travaux se traduisent par de nombreuses publications principalement dans le journal Phytochemistry dans les années 1970 et 1980.
En 1986, il donne une analyse critique sur le cladisme dans l'article ”A key to the common errors of cladistics”. (Taxon, 35 : 309-311).